# Bodenseeschifffahrt
Unter dem Begriff Bodenseeschifffahrt versteht man die Gesamtheit des Schiffsverkehrs auf dem Bodensee.
Die Bodenseeschifffahrt kann auf eine lange Tradition zurückblicken. Sie begünstigte als verbindendes Element die wirtschaftliche und kulturelle Nähe zwischen den angrenzenden Gebieten. Beschränkte sich die wirtschaftliche Bedeutung über lange Zeit auf die Fischerei und den Handel, so steht heute die touristische Nutzung sowie die Freizeitschifffahrt im Vordergrund.

## Geschichte

### Vorgeschichte
Die Wurzeln der Bodenseeschifffahrt liegen vermutlich in der Mittelsteinzeit. Es ist naheliegend anzunehmen, dass bereits die Jäger und Sammler dieser Zeit den Bodensee mit den ihnen zur Verfügung stehenden Mitteln – primitiven Wasserfahrzeugen wie Einbäumen – befuhren. Auch ist davon auszugehen, dass die Bewohner der teilweise erhaltenen prähistorischen Pfahlbauten im Bodensee Einbäume nutzten. Gesichert ist dies durch bisher ausgebliebene archäologische Funde jedoch nicht.

### Antike
Erste schriftliche Fixierungen der Bodenseeschifffahrt haben sich aus der Antike erhalten. Der Historiker Strabon bezeugt mit seinem Bericht zur Seeschlacht auf dem Bodensee im Jahr 15 v. Chr. die antike militärische Schifffahrt auf dem Bodensee.
Zur Zeit der Zugehörigkeit des Bodenseeraums zur römischen Provinz Rätien erfuhr die Bodenseeschifffahrt neue Impulse. Der aufkommende, transalpine Handel vergrößerte den Umfang des Handelsverkehrs. Hier war die günstige Lage des Bodensees von Vorteil: Zwischen dem Comersee und dem Lacus Brigantinus befand sich die kürzeste Handelsverbindung über die Alpen. Die Grenzlage des Bodensees innerhalb des im Untergang begriffenen Römischen Reichs verschaffte der militärischen Schifffahrt Auftrieb. Zum Schutz vor einbrechenden Alamannenverbänden wurde in Konstanz und Bregenz, den größten römischen Städten am See, eine Bootsflotille unter dem Kommando zweier Praefecti stationiert.

### Mittelalter

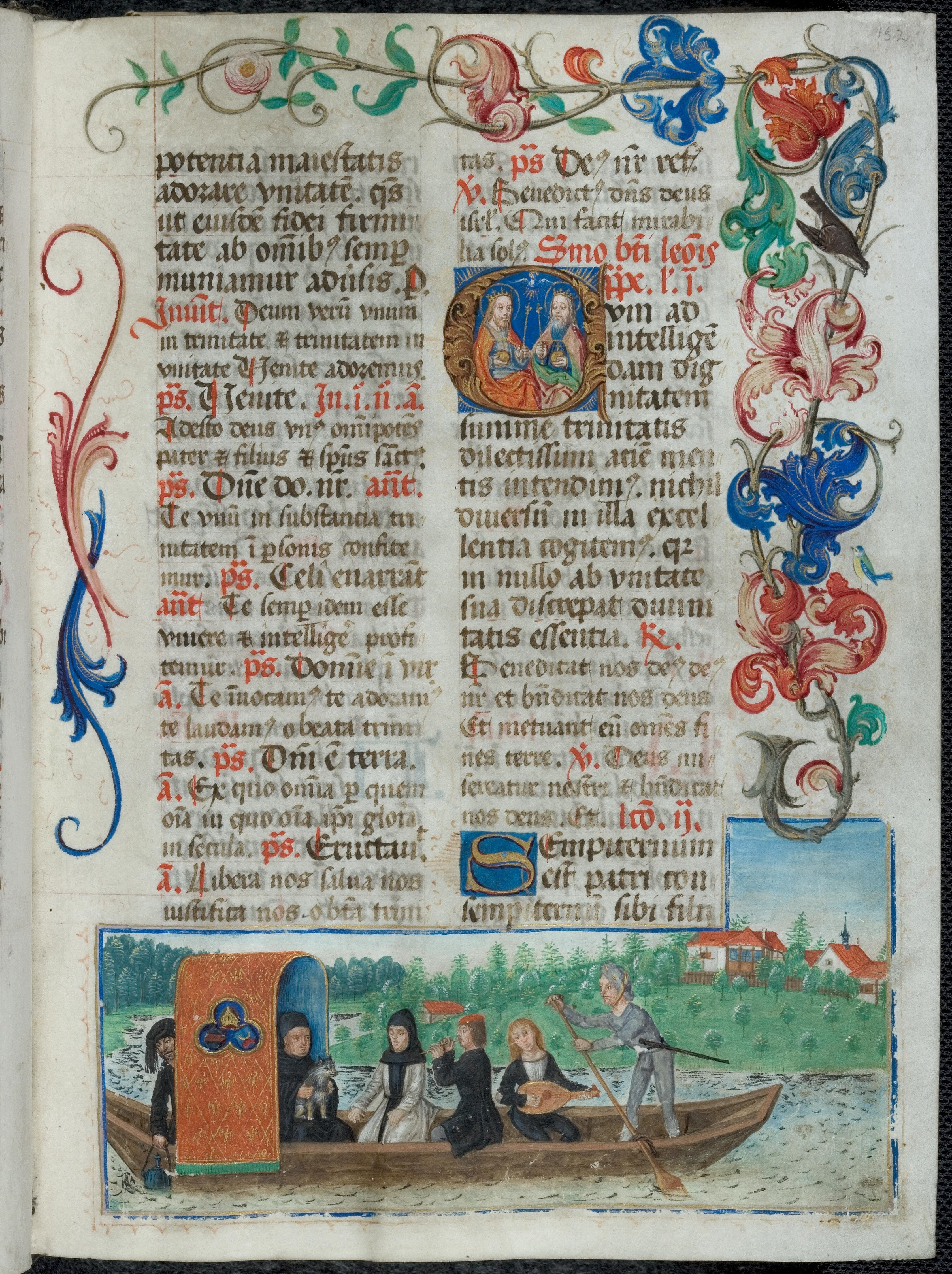
Darstellung einer Bootsfahrt von Mönchen und Musikern des Klosters Salem mit einem Weidling auf dem Bodensee (Salemer Abtsbrevier, 1494/1495, Signatur: Universitätsbibliothek Heidelberg, Cod. Sal. IXd, Fol. 152^{r})

Der Untergang des Römischen Reichs veränderte die Bodenseeschifffahrt kaum; alte Strukturen, Handelswege und Kenntnisse wurden übernommen. Im frühen 7. Jahrhundert wurde die Schifffahrt Mittel zur christlichen Missionierung des Bodenseeraums. Bezeugt ist eine Überfahrt der Mönche Gallus und Kolumban von Arbon nach Bregenz im Jahr 610.
Alle großen Bodenseeklöster waren im Besitz von Schiffen, die unverzichtbar für die Logistik zwischen den teilweise räumlich voneinander getrennten Besitzungen derselben waren. Mit der Territorialisierung ging der Wunsch der jeweiligen Landesherren nach einem eigenen Hafen einher. So wurde im späten 11. Jahrhundert Fußach zum Hafen der Grafen von Bregenz ausgebaut; der Hafen des Bischofs von Konstanz befand sich in Arbon, der des Klosters St. Gallen in Steinach.
Um den im Hinterland des Bodensees liegenden Städten den Zugang zum Bodensee zu erleichtern, wurde oftmals ein Ausbau der Zuflüsse unternommen, ersichtlich am Beispiel Ravensburgs: Den auf einen Ausbau der Schussen abzielenden Bitten der Bürgerschaft gab König Wenzel im Jahr 1400 nach, woraufhin mit der Schiffbarmachung begonnen wurde. Der konkrete Anlass mag der zuvor in der Stadt neu aufgekommene Wirtschaftszweig der Papierherstellung gewesen sein, für den sich ein Transport zu Wasser vorteilhaft ausgewirkt hätte, auch werden andere ökonomische Abwägungen ob der mittlerweile hohen wirtschaftlichen Bedeutung der Bodenseeschifffahrt ihr Übriges getan haben.
Mit der Einführung eines neuen Schiffstyps, des Marktschiffs, erreichte der Warenaustausch zwischen den Seeanrainern einen neuen Höhepunkt. Die Marktschiffe fuhren an Markttagen zu festen Zeiten Städte an und beförderten Personen und Verkaufsgüter zu den im Zielort stattfindenden Märkten. Für Konstanz, Arbon, Lindau, Schaffhausen und Bregenz ist ein Marktschiff bezeugt. Der neue Typus des Marktschiffes setzte auch bezüglich der Größe neue Maßstäbe: Das Lindauer Marktschiff war für 60 Personen samt ihren Waren vorgesehen.
Die Binnenschifffahrt zum Waren- und Personentransport auf dem Bodensee – z. B. mit Weidlingen – wird bereits im 15. Jahrhundert abgebildet; zwischen dem 14. und dem 20. Jahrhundert waren über ca. 500 Jahre „Lädinen“ bzw. Ledinen auf dem Bodensee im Einsatz, historische Lastensegler, auch mit ihrer kleineren Ausgabe der Segmer bzw. Segner.

### Frühe Neuzeit
Die im 16. Jahrhundert weitgehend abgeschlossene Ausbildung von klar abgetrennten Herrschaftsgebieten – die Eidgenossenschaft war sogar schon 1499 als Folge des Schwabenkriegs de facto vom Reich unabhängig – führte zu einer starken Einschränkung des nunmehr zwischenstaatlichen Handels zwischen den Seeanrainern; zahlreiche Zölle und Reglementierungen erschwerten eine gute wirtschaftliche Beziehung. Gleichwohl trieb die Reformation bzw. Gegenreformation eine konfessionelle Spaltung zwischen den meist lutherischen Reichsstädten sowie anderen reformierten Territorien und den katholisch beherrschten Gebieten rund um den See voran. Zur demonstrativen Präsenz und zur Kontrolle des Handels auf dem See wurde den Gebietsoberen ein neuer Schiffstypus zum Instrument. Das Jagdschiff diente von nun an als Polizeischiff, zudem wurde es zu repräsentativen Zwecken genutzt.
Eine große kriegerische Auseinandersetzung auf dem Bodensee stellte sich in den Jahren 1632 bis 1648 in Form eines Teils des Dreißigjährigen Kriegs ein. Der sogenannte Seekrieg auf dem Bodensee forderte in wirtschaftlicher wie menschlicher Sicht viel.
Im 18. Jahrhundert wurde im Handel das Einsetzen von größeren Schiffen üblich, dem gestiegenen Bedarf an Lastfläche folgend.

### 19. und 20. Jahrhundert
Im Laufe des 19. Jahrhunderts fand eine Verdrängung der Lastsegler durch die damals neuartigen Dampfschiffe statt. Am Anfang der Bodensee-Dampfschifffahrt stand die Indienststellung der württembergischen Wilhelm am 10. November 1824. 1851 wurde die Dampfboot AG für Bodensee und Rhein gegründet. Befand sich die Dampfschiffflotte zu Beginn in privater Hand, so ging sie zwischen 1854 und 1863 in den Besitz der drei staatlichen Eisenbahngesellschaften Badens, Württembergs und Bayerns über. Deren Bestände wurden dann am 1. April 1920 von der Deutschen Reichsbahn übernommen.
Nach 1871 kam die vermehrte Personenbeförderung durch Salondampfschiffe hinzu. Bereits im letzten Jahrzehnt des 19. Jahrhunderts gab es auf dem Bodensee von einem Ottomotor angetriebene private Motorboote und Lastsegelschiffe, die mit einem etwa 5 PS starken Petroleum- oder Dieselmotor nachgerüstet wurden, um sie unabhängig vom Wind zu machen. Die Lastsegler wurden später nach und nach durch Glattdeckdampfschiffe ersetzt. Die ersten Passagiermotorboote wurden 1895 in Bodman indienstgestellt. Lokale Linienverkehre mit kleinen Benzin-Motorbooten entstanden in verschiedenen Städten. Die Bodenseefischer verwenden effiziente Motorboote seit 1910. Im Jahre 1925 baute die Bodan-Werft das erste größere Bodensee-Motorschiff. Bis 1939 folgten insgesamt 28 Ein-, Zwei- und Dreideckmotorschiffe, die meisten mit dem neuen Voith-Schneider-Antrieb. Mit dem Anschluss Österreichs 1938 wurden die Schiffe des Nachbarlandes ebenfalls der Reichsbahn unterstellt.
Für die Dauer des Zweiten Weltkriegs war die Funktion der Schifffahrt auf dem Bodensee häufig durch militärische Nutzung bestimmt. Zivile Schiffe wurden zu Übungsschiffen der deutschen Marine und zu schwimmenden Flakbatterien umgenutzt.
Seit 1950 stellten die Vereinigten Schifffahrtsunternehmen für den Bodensee und Rhein (VSU) insgesamt 43 Motorschiffe neu in Dienst (Stand 2015). Zum 1. Januar 1962 zentralisierte die Deutsche Bundesbahn (DB) als Nachfolgerin der Reichsbahn die Verwaltung der Bodenseeschifffahrt bei der Bundesbahndirektion Karlsruhe, der zugleich auch die der DB gehörenden Häfen in Konstanz, Friedrichshafen und Lindau unterstellt wurden. Mit der Ausmusterung aller Dampfschiffe 1957–1967 endete die Epoche der Dampfschifffahrt auf dem Bodensee weitgehend; nur die Hohentwiel als einzige Vertreterin dieser Schiffsgattung ist heute noch auf dem See anzutreffen. Die ersten Motorschiffe, die die Dampfschiffe ersetzten, sind inzwischen auch verschrottet. Einige sind aber im Alter von bis zu 90 Jahren noch im Dienst und stehen teilweise unter Denkmalschutz. Heute verkehren 12 deutsche, 13 schweizerische und fünf österreichische Motorschiffe der großen Schiffsbetriebe auf dem Bodensee sowie drei Katamarane und neun Autofähren. Einige von ihnen haben die Schiffsglocken längst ausgemusterter Raddampfer übernommen und weisen so auf die lange Tradition der Schifffahrt auf dem Bodensee hin.

#### Galerie

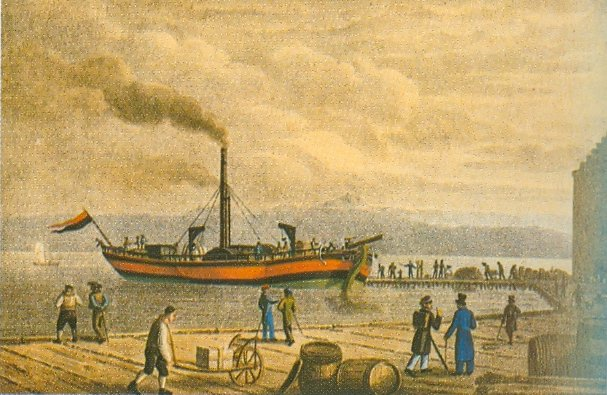
Wilhelm (1824) – Die ersten Raddampfer auf dem Bodensee waren Glattdecker
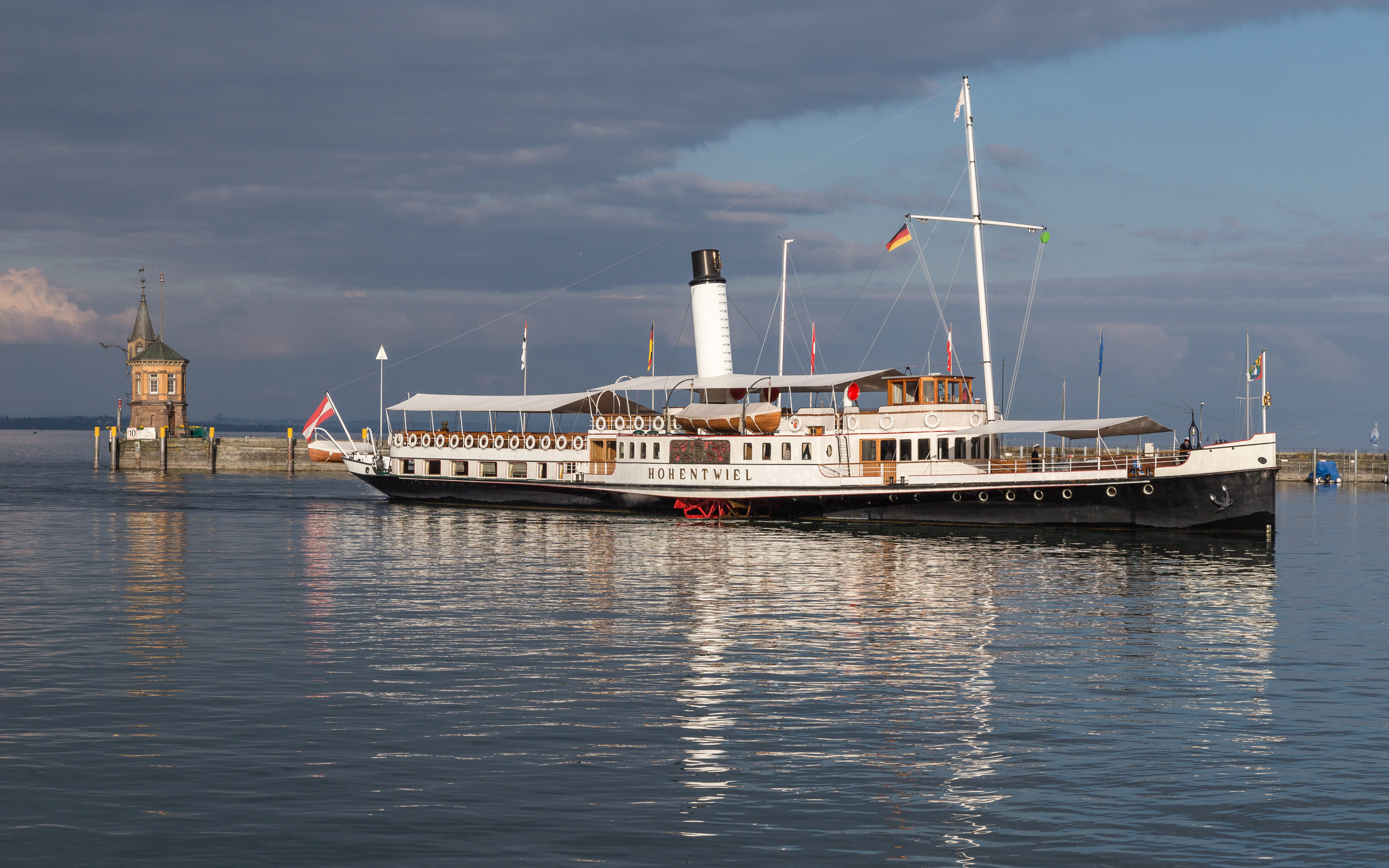
Hohentwiel (1913): Der Salondampfer ist das älteste Schiff und das letzte Dampfschiff auf dem Bodensee
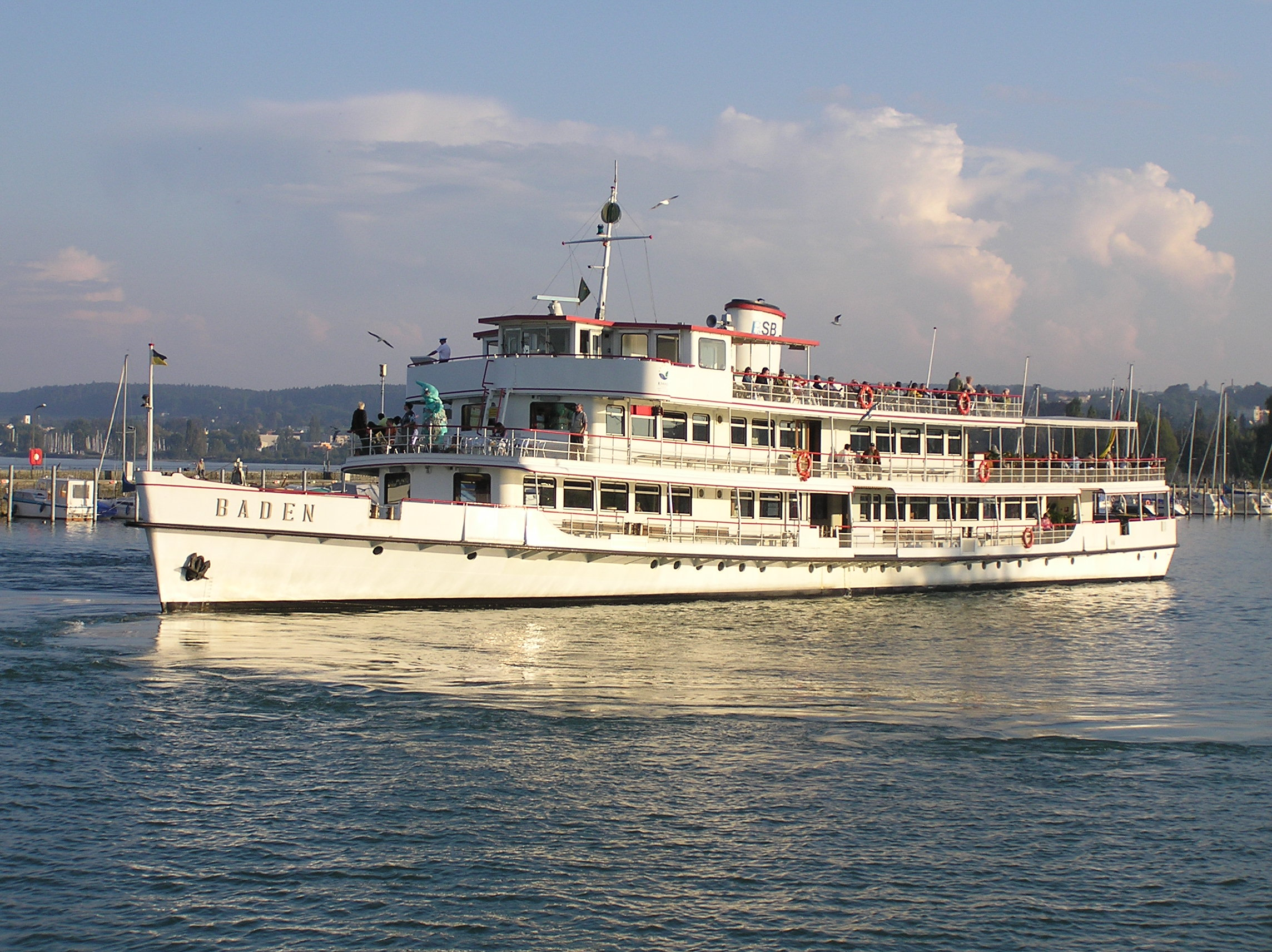
Baden (1935): Das erste Dreideck-Motorschiff ist das älteste Kursschiff und steht unter Denkmalschutz
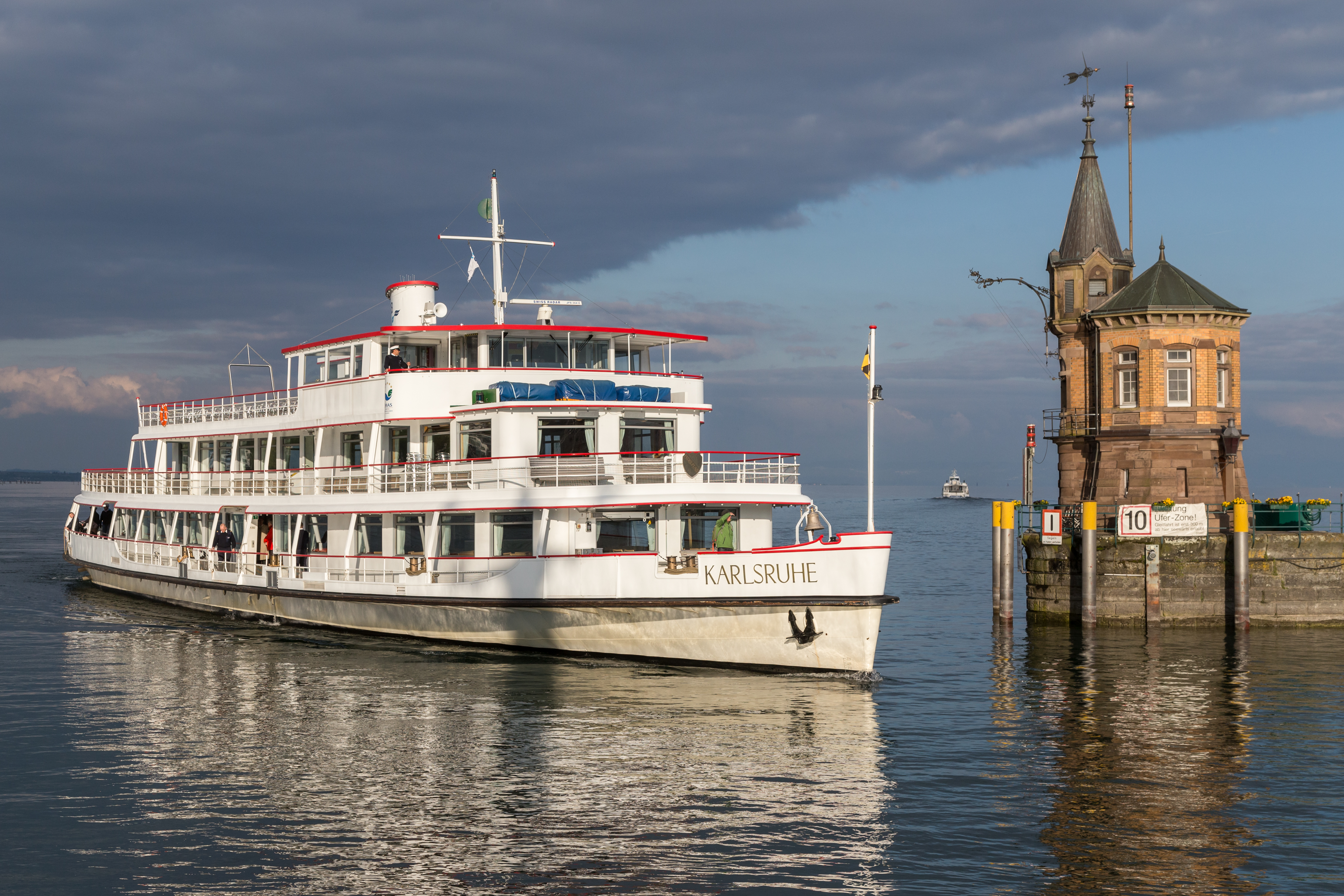
Karlsruhe (1937): Diente nach dem 2. Weltkrieg bis zur Freigabe 1949 als Unterkunft für französische Soldaten in Konstanz
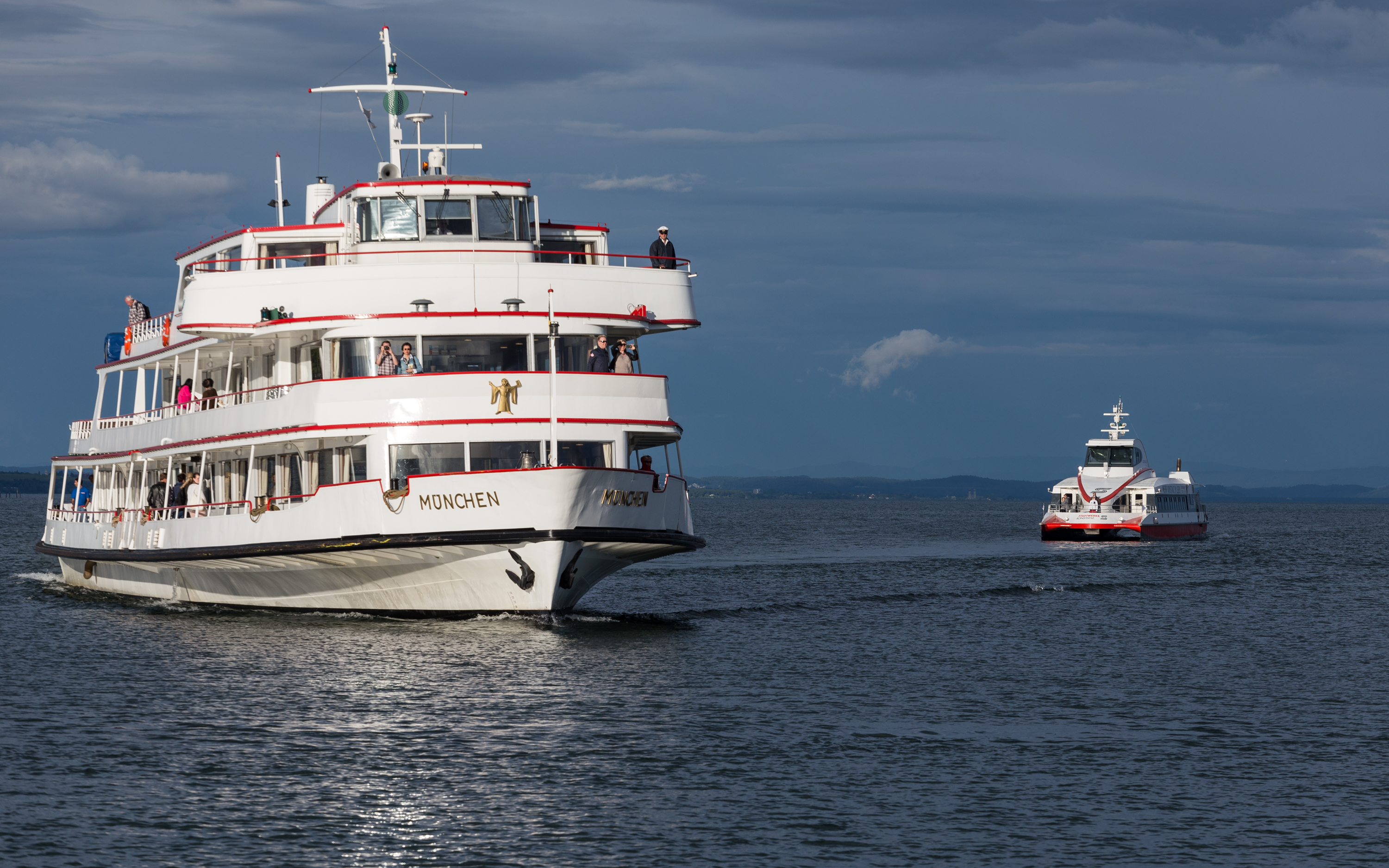
München (1962): Die Dampfschiffe wurden in den 1960er-Jahren ausgemustert und durch Neubauten ersetzt
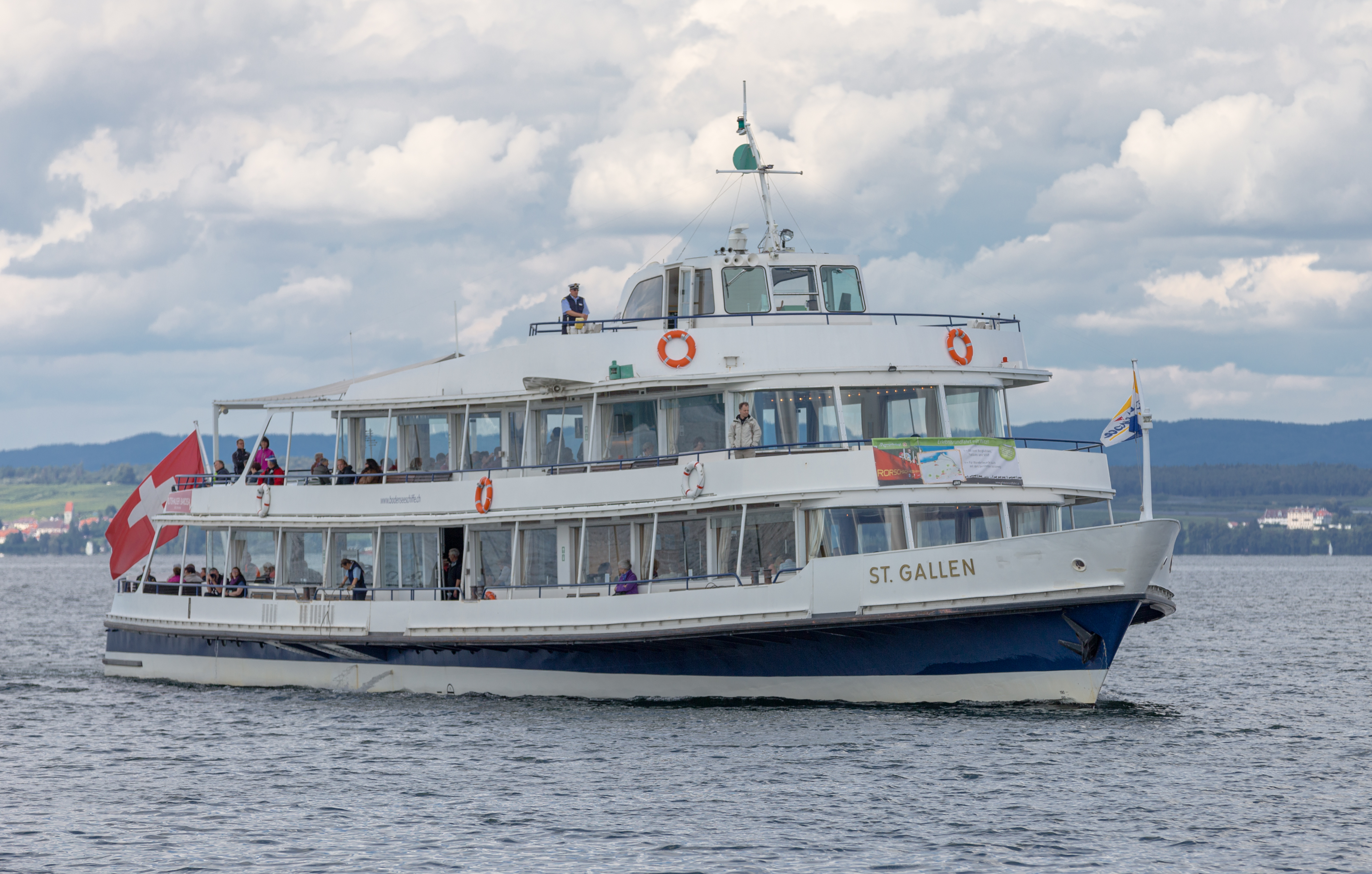
St. Gallen (1967): Schiff der SBS Schifffahrt AG
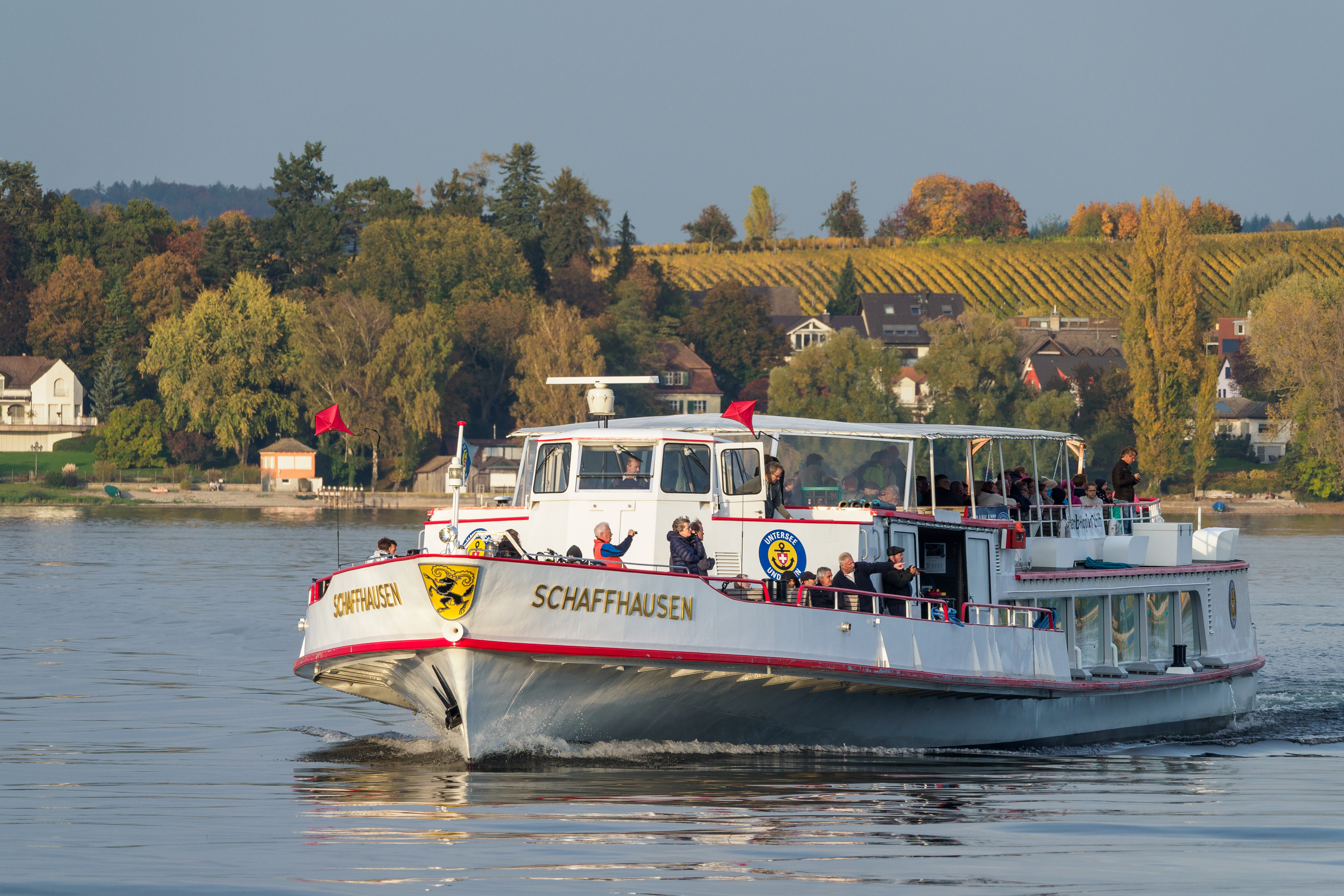
Schaffhausen (1970) der Schweizerische Schifffahrtsgesellschaft Untersee und Rhein
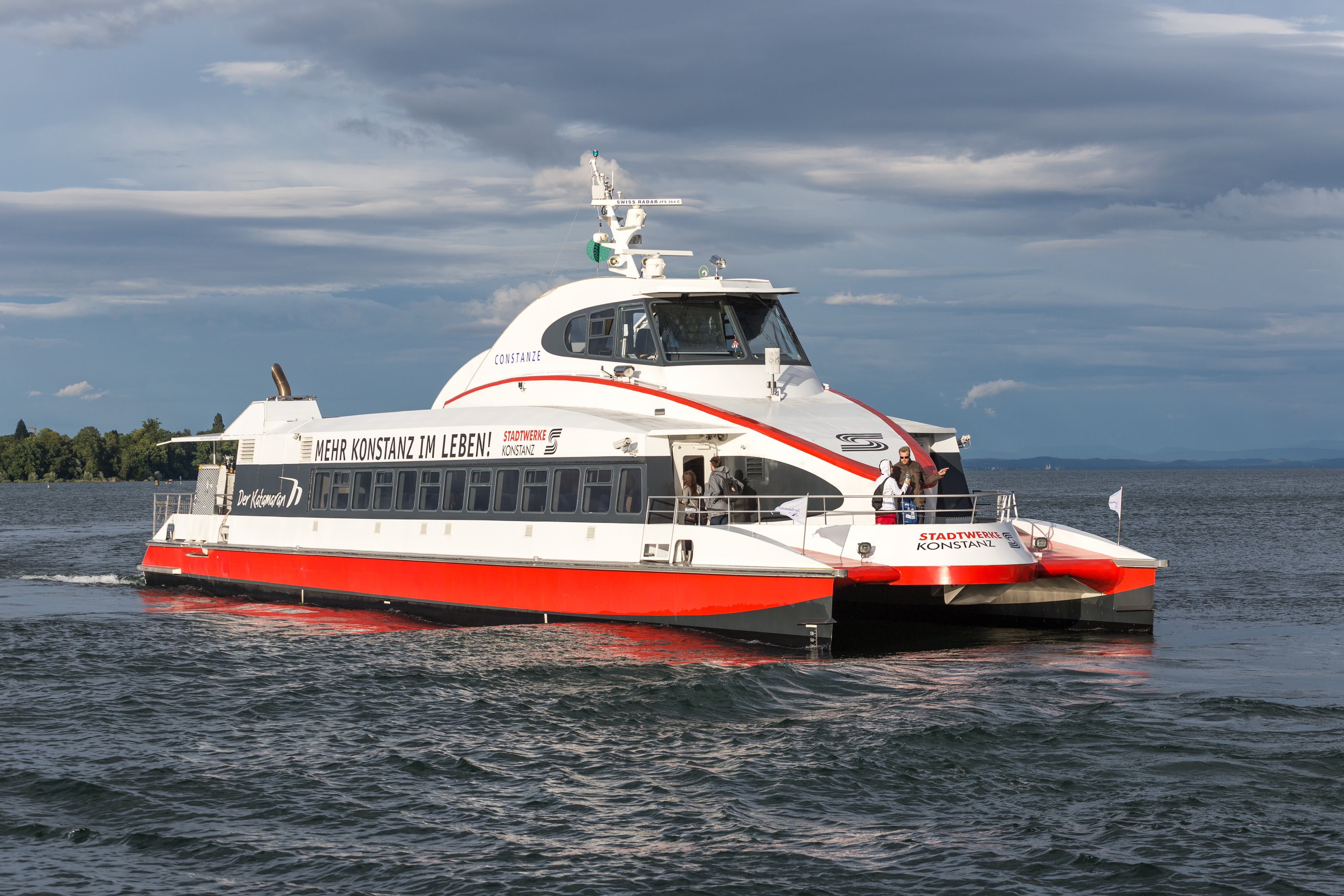
Constanze (2005): Die drei Katamarane dieses Typs sind die schnellsten Passagierschiffe auf dem Bodensee
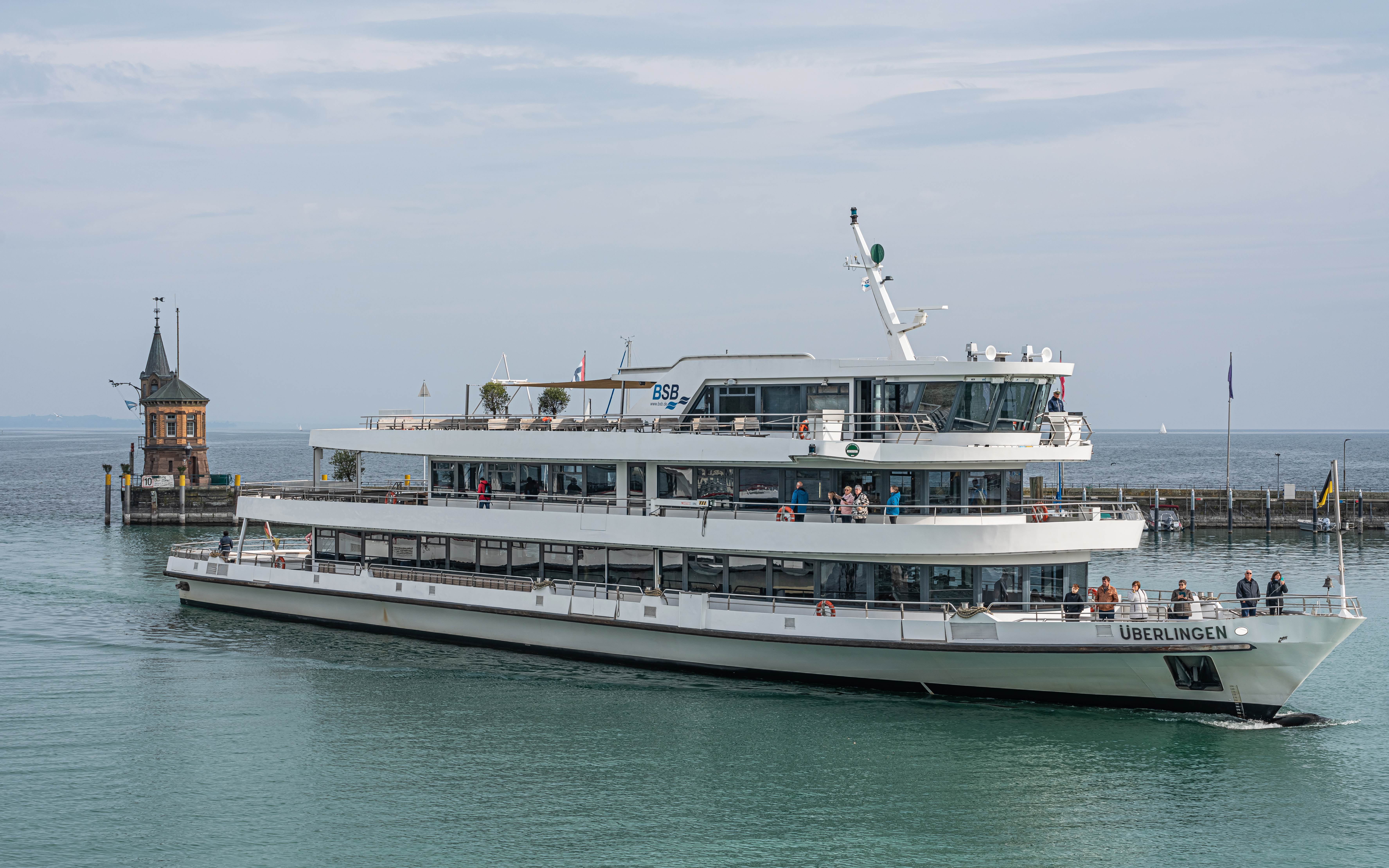
Überlingen (2010): Das neueste und modernste Schiff der VSU auf dem Bodensee

### Postschiffe
Schon im Mittelalter wurden den Segelschiffen Briefe mitgegeben. Offizielle Postschiffe gab es auf dem Bodensee aber erst seit 1813. Das waren Kursschiffe, die berechtigt waren, regelmäßig Postsendungen zu befördern.

### Schiffsunfälle und Wracks

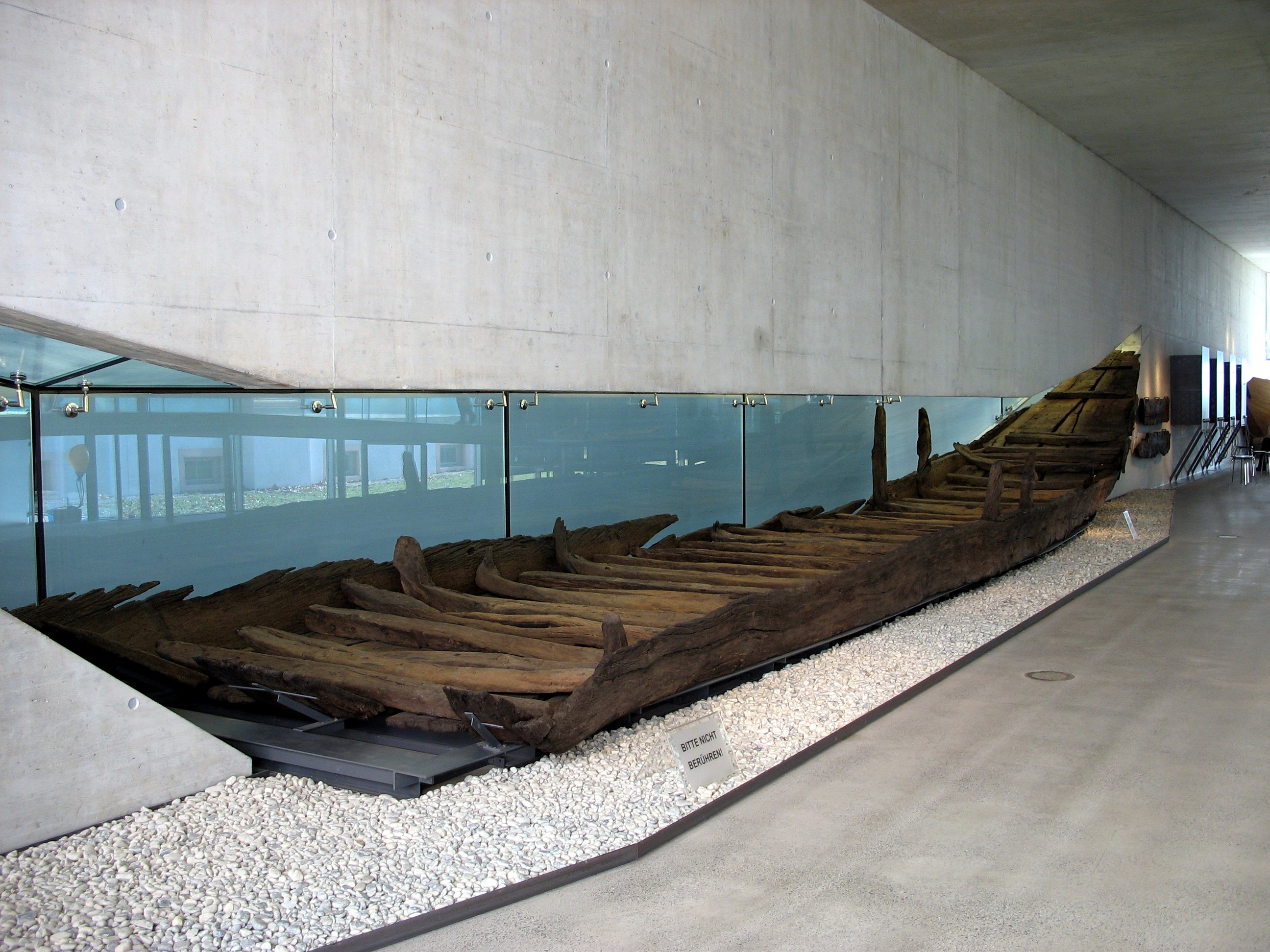
Ein 1981 vor Immenstaad gefundenes mittelalterliches Wrack, ausgestellt im Archäologischen Landesmuseum Konstanz

Auf dem Grund des Bodensees liegt eine Vielzahl von untergegangenen Schiffen. Allein 300 Wracks wurden bislang von Unterwasserarchäologen auf baden-württembergischen Gebiet registriert, die Gesamtzahl der Bodenseewracks dürfte jedoch weit höher sein. Die Bergung und Konservierung eines 1981 vor Immenstaad entdeckten mittelalterlichen Wracks blieb eine Ausnahme, der größte Teil der Wracks liegt bis heute auf dem Seegrund. Dieser Umstand zieht jedoch Taucher an – das Wrack der Jura etablierte sich als beliebtes Ziel von Tauchtouristen.

## Schiffsbau und Schiffstypen

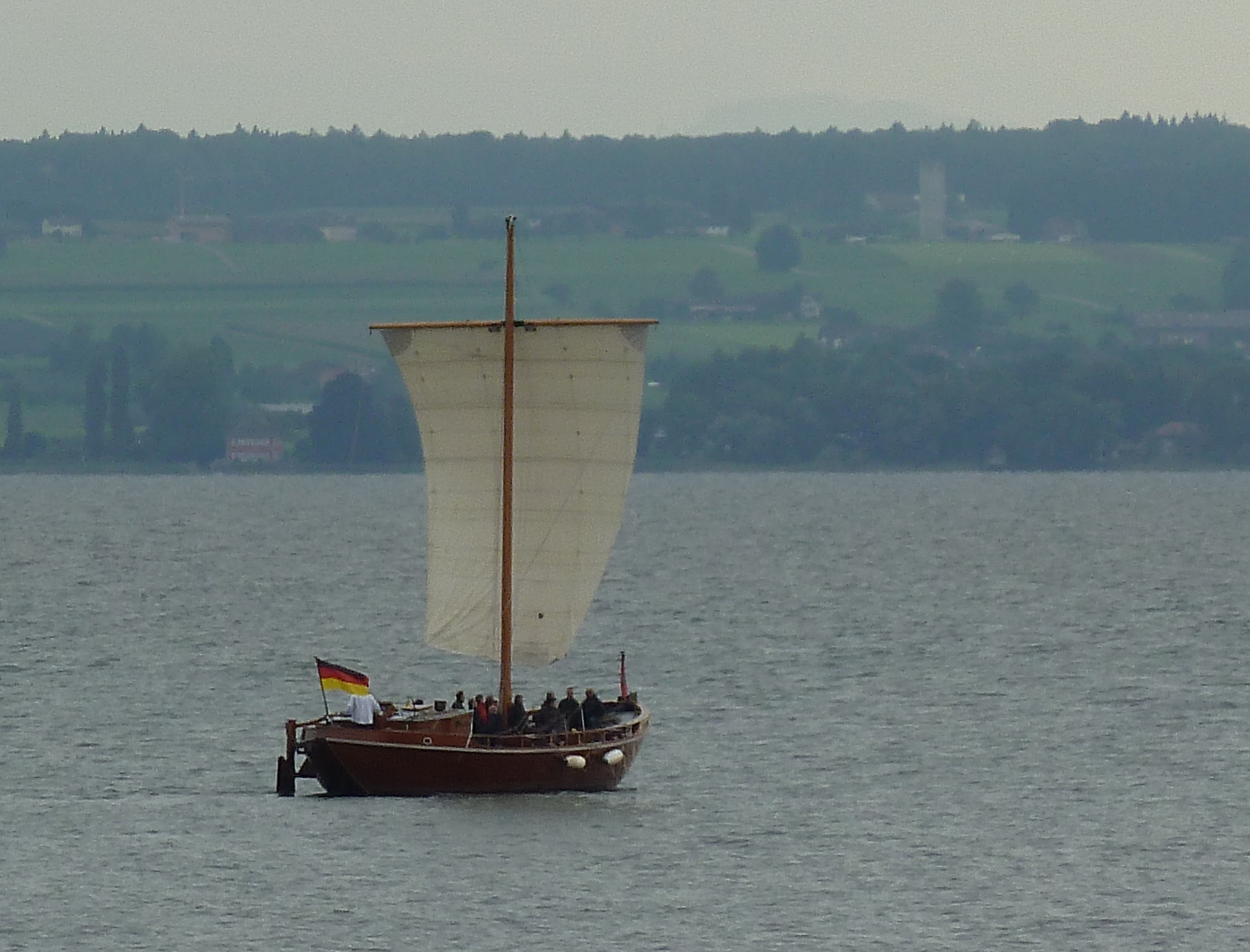
Nachbau einer Lädine

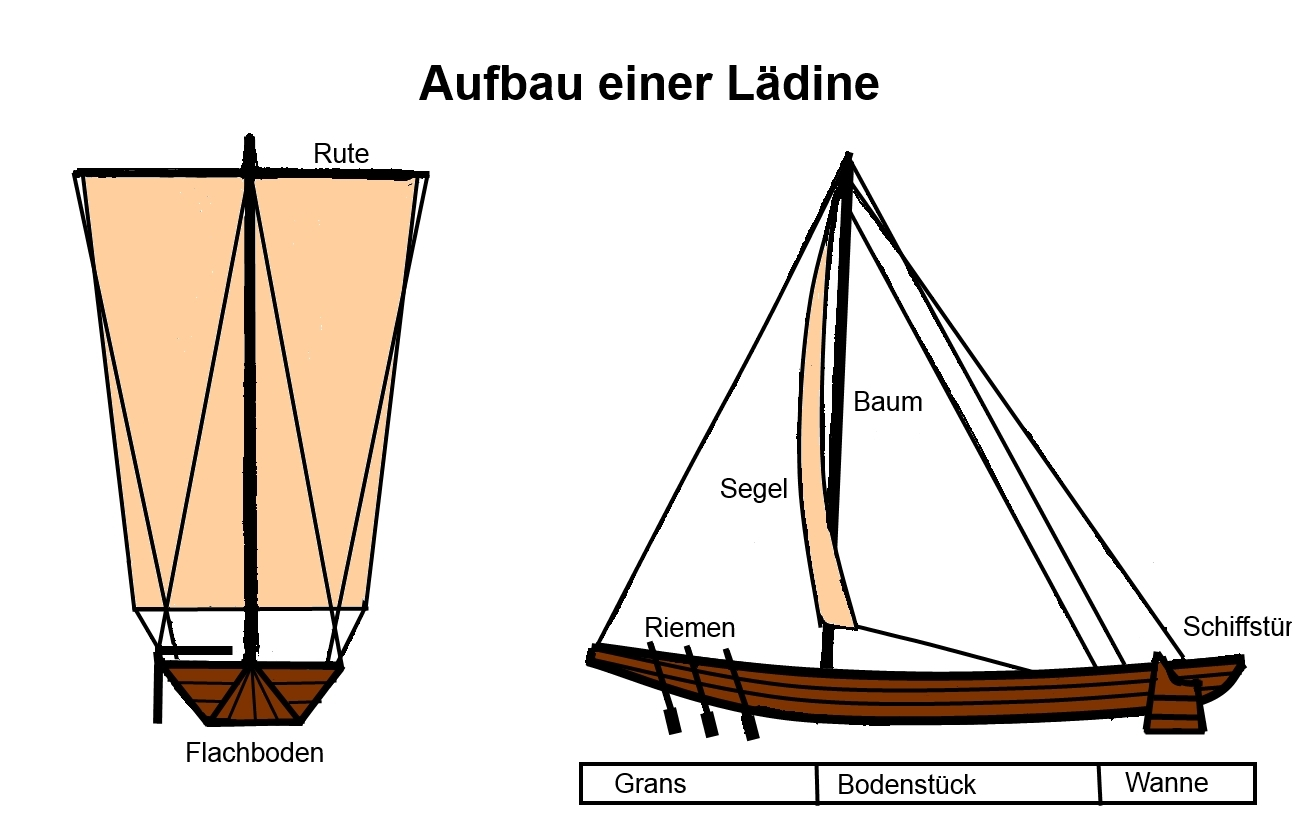
Der Aufbau einer Lädine

Unter den Schiffsbesitzern des Mittelalters und der Frühen Neuzeit war eine Namensgebung wie z. B. Wilhelm für ein Schiff unüblich. Das Verhältnis von Besitzer zu Boot war von Pragmatik bestimmt, das Bodenseeschiff war ein Gebrauchsgegenstand mit einer Haltbarkeitsdauer von etwa 10 Jahren. Anders gestaltete es sich bei den Dampfschiffen, sie trugen von Anfang an Namen. Diese Praxis wurde auch von den Lädinen dieser Zeit übernommen.
Im Laufe der Zeit wandelte sich der Schiffsbestand auf dem Bodensee, von einfachen Lastseglern über dampfbetriebene Schiffe zu den großen Dieselfähren heutiger Zeit.
Lädinen/Segmer

Bis zum Aufkommen der Dampfschifffahrt im 19. Jahrhundert bestimmte der Typus der Lädi und deren Untergattungen das Bild der Bodenseeschiffe. Man unterschied nach Größe zwischen Lädinen, Halblädinen, Segmer, Halbsegmer und Viertelsegmer. Die Bezeichnung Lädine ist wohl auf Lade (Last, Ladung) zurückzuführen. Für auf leicht modifizierten Grundformen der Lädine aufbauende Schiffstypen wie z. B. das Marktschiff oder das Jagdschiff (siehe Abschnitt Geschichte) waren auf den Verwendungszweck bezogene Bezeichnungen üblich.
| Typ                                                                         | Länge/Breite | Masthöhe | Segelgröße                        | Ladekapazität                                       |
| --------------------------------------------------------------------------- | ------------ | -------- | --------------------------------- | --------------------------------------------------- |
| Lädine                                                                      | 110×14 Fuß   | 85 Fuß   | 18,5×24 (oben)/16,5 (unten) Ellen | 700 Säcke Korn oder 140 Fässer Salz zu je 6 Zentner |
| Halblädine                                                                  | 80×10 Fuß    |          |                                   | 130 Fässer Salz                                     |
| nach: Karl Heinz Burmeister: Vom Lastschiff zum Lustschiff., 1992, S. 29 f. |              |          |                                   |                                                     |

Dampfschiffe

## Häfen
Heutzutage verfügt fast jeder Ort am Seeufer über einen Yachthafen, viele zudem über eine Anlegestelle für die großen Kursschiffe, was der hohen Bedeutung der Touristik und der Freizeitschifffahrt geschuldet ist. Früher gestaltete sich dies anders, das Verkehrsaufkommen insbesondere der größeren Schiffe konzentrierte sich auf weniger Häfen. Von Bedeutung waren im Mittelalter und der Frühen Neuzeit als Handels- und Verkehrshäfen Lindau, Bregenz, Konstanz, Buchhorn, Meersburg und Rorschach sowie Arbon, Fußach und Hard. Im 19. Jahrhundert verloren mit dem Aufkommen der Dampfschifffahrt manche Häfen an Bedeutung, wohingegen neue Verkehrsknotenpunkte wie der Romanshorner Hafen entstanden.
Im Jahr 1764 belief sich die Gesamtzahl der Lädinen auf etwa 150. Diese verteilten sich auf die einzelnen Häfen wie folgt:
| Lindau                                                                   | 30  |
| Bregenz                                                                  | 30  |
| Konstanz                                                                 | 7   |
| Meersburg                                                                | 8   |
| Rorschach                                                                | 3   |
| Fußach                                                                   | 12  |
| Hard                                                                     | 8/9 |
| nach: Karl Heinz Burmeister: Vom Lastschiff zum Lustschiff., 1992, S. 32 |     |

## Heutige Situation

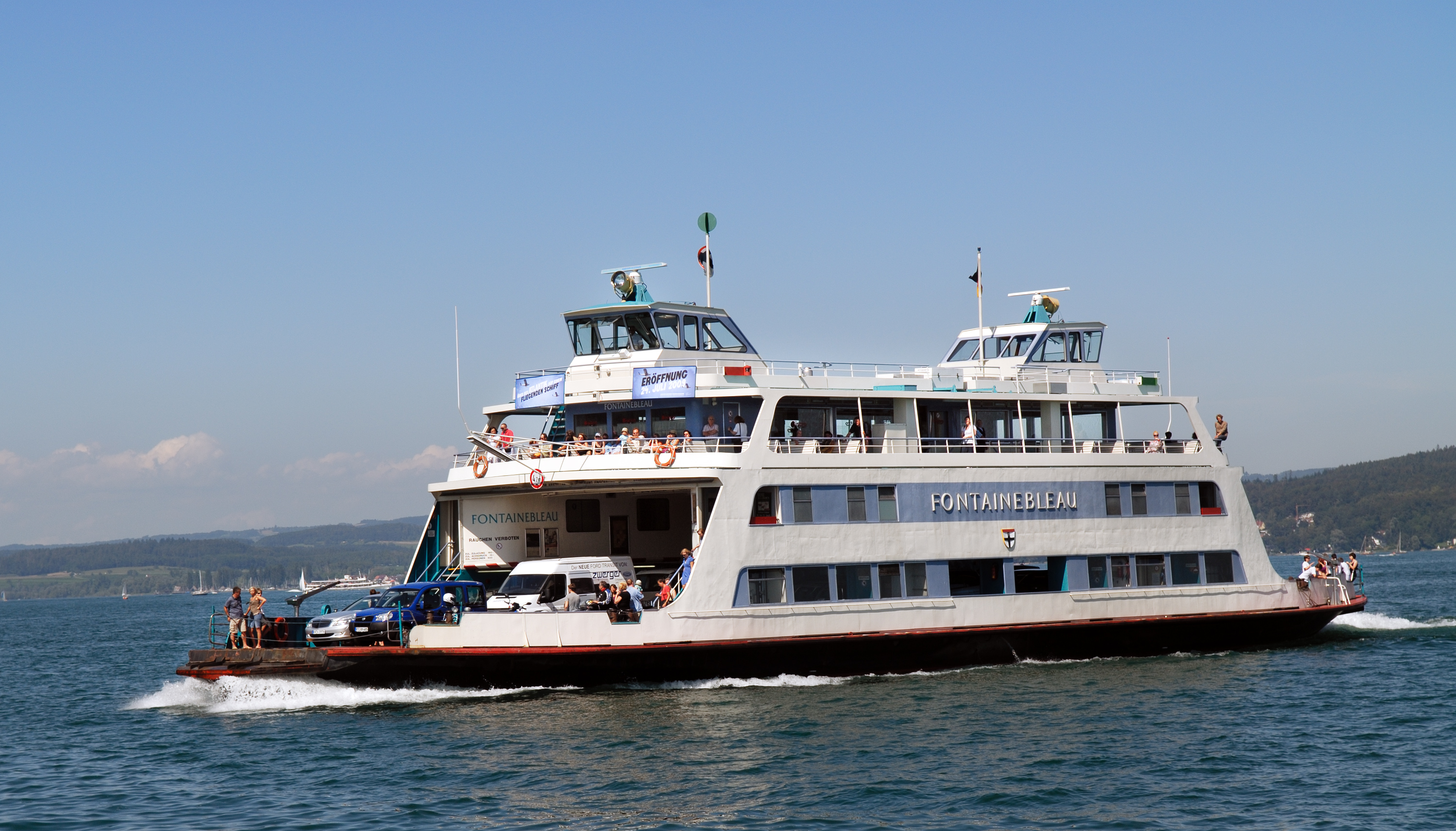
Die Fähre Fontainebleau

Heutzutage beschränkt sich die wirtschaftliche Nutzung des Bodensees für den Schiffsverkehr auf den Tourismus und die Fischereiwirtschaft – anders als im Großteil der vorigen Jahrhunderte, als der Handel im Mittelpunkt stand. Eine gewisse wirtschaftliche Bedeutung haben allerdings die beiden Fährlinien Konstanz–Meersburg und Romanshorn–Friedrichshafen. Sie werden auch von Kraftfahrzeugen frequentiert. Des Weiteren ist der Katamaran Friedrichshafen–Konstanz zu nennen, der die schnellste Nahverkehrsverbindung zwischen den beiden größten Städten am Bodensee darstellt.
Die Bodensee-Schifffahrtsordnung (BSO) ist die rechtliche Grundlage für verschiedene Verordnungen, die die Bodenseeschifffahrt betreffen. Unter anderem festgelegt wird eine Geschwindigkeitsbegrenzung von 40 km/h. Die Gesamtzahl der auf dem Bodensee zugelassenen Schiffe beträgt 58.751, wobei zum Vergnügen genutzte Schiffe den Großteil ausmachen.

### Freizeit/Tourismus
Mit der Erschließung des Bodenseeraums für den Tourismus stieg der Bedarf an Personenschiffen – mittlerweile kann die Weiße Flotte auf dem Bodensee als größte Binnenflotte Europas bezeichnet werden. Zur „Pflege und Förderung des Schifffahrtsverkehrs zwischen den Uferorten am Bodensee“ und Hochrhein bis Schaffhausen, wie es in der Satzung heißt, gründeten die vier großen Schifffahrtsgesellschaften nach dem Krieg wieder einen gemeinsamen Verband, die Vereinigten Schifffahrtsunternehmen für den Bodensee und Rhein (VSU). Er koordiniert die Fahrpläne und Tarife der Mitglieder. Außer diesen ehemals staatlichen Schiffsbetrieben mit Linien-, Ausflugs- und Charterverkehr auf dem gesamten Bodensee sind einige kleine private Unternehmen im lokalen Verkehr tätig. Die kommunalen Motorbootgesellschaften im Öffentlichen Personennahverkehr, z. B. in Konstanz (Motorbootbetriebe der Stadt Konstanz) und Bodman (Motorbootgesellschaft Bodman), gibt es nicht mehr. Die größte Reederei am Bodensee, die Stadtwerke Konstanz GmbH, ist ein kommunales Unternehmen mit vielfältigen Beteiligungen.

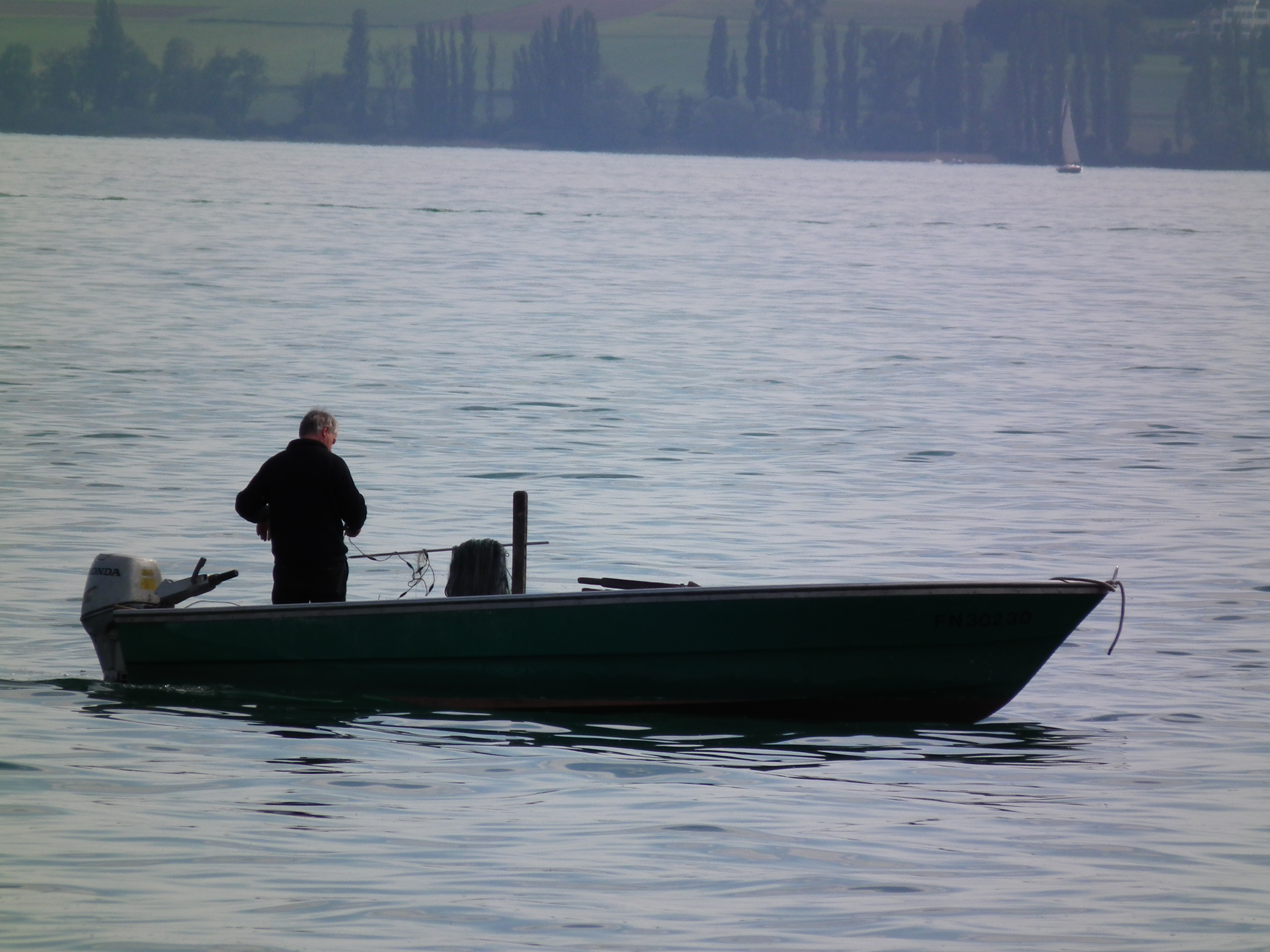
Bodenseefischer bei der Arbeit

Oftmals kein ökonomischer Nutzen ist mit den zahlreichen Segelbooten verknüpft, der Segelsport wird im Bodensee zumeist in der Freizeit ausgeübt. Nach der BSO sind Führer von Booten, deren Maschinenleistung 4,4 kW übersteigt oder die eine Segelfläche größer als 12 m² besitzen, nur zur Führung dieser Schiffe berechtigt, wenn sich im Besitz eines Bodenseeschifferpatents befinden. Zum Führen des Patents berechtigt das erfolgreiche Bestehen einer speziellen Prüfung, die von den Behörden abgenommen wird.
Als größte Regatta auf dem Bodensee gilt die jährlich stattfindende Segelregatta Rund um den Bodensee.

### Fischerei
Im Laufe der Zeit hat die Bodenseefischerei stetig an Bedeutung eingebüßt, obgleich heute noch etwa 120 Berufsfischer ihrem Beruf nachgehen. Wichtigste Speisefische des Bodensees sind der Blaufelchen sowie andere Felchenarten und der Kretzer.

### Seezeichen

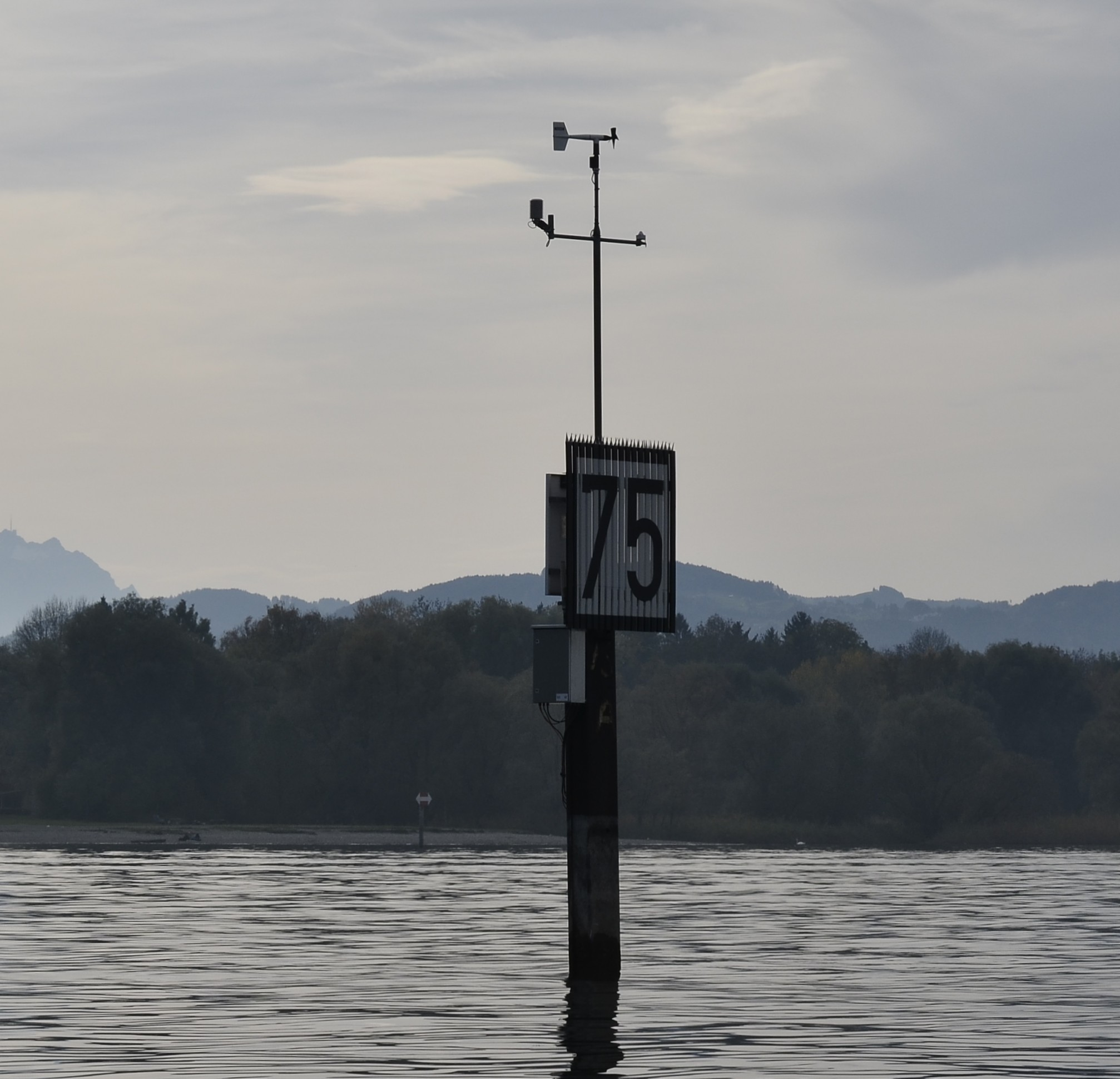
Seezeichen – Der 75er vor der Einfahrt zum Bregenzer Yachthafen trägt auch eine kleine meteorologische Station, deren Daten im Internet abrufbar sind.

Außer den international üblichen Seezeichen kommen am Bodensee Nummerntafeln zur Anwendung, die auf weißem Grund eine schwarze Ziffer (manche auch einen schwarzen Kleinbuchstaben) tragen. Diese quadratischen, schwarz gerahmten Tafeln kennzeichnen die Zwei-Meter-Tiefenlinie beziehungsweise Untiefen. Bei Untiefen sind sie so positioniert, dass sie diese seeseitig an der Zwei-Meter-Tiefenlinie abgrenzen. Einige sind zusätzlich zur Zahl mit Kleinbuchstaben gekennzeichnet. Seewärts vom Seezeichen beträgt die Wassertiefe bei einem Konstanzer Pegel von 2,5 Metern mindestens zwei Meter. Anschwemmungen haben jedoch dazu geführt, dass diese Mindesttiefe nicht überall gewährleistet ist, und einige Seezeichen – besonders am bayrischen Bodenseeufer – neu vermessen werden müssen. Sie beginnen fortlaufend im Uhrzeigersinn am Hafen Konstanz mit „1“. Sie enden in Österreich mit „99“ am Oberen Rheinspitz. Ab der Schweizer Grenze beginnt es wieder bei „1“ bis zu den Nummern „40“ bei Kreuzlingen. Entsprechend auf dem Untersee von „1“ bei Iznang bis „11“ bei Oberstaad. Allerdings sind nicht alle Nummern vergeben, beziehungsweise durch nachträgliche Vermessungen entfernt worden. So lautet die Reihenfolge in der Bregenzer Bucht 67, 70, 73. Die Rhein-Fahrrinne ist mit weißgrünen Rauten gekennzeichnet. Das grüne Feld weist zur Fahrrinne.